# Бордањ
Бордањ (мађ. Bordány) је село у Мађарској, јужном делу државе. Село управо припада Морахаломском срезу Чонградско-Чанадске жупаније, са седиштем у Сегедину.

## Природне одлике
Насеље Бордањ налази у јужном делу Мађарске.
Подручје око насеља је равничарско (Панонска низија), приближне надморске висине око 89 m. Западно од насеља се уздиже Телечка пешчара, а источно је плодна равница Потисја.

## Становништво
Према подацима из 2013. године Бордањ је имао 3.258 становника. Последњих година број становника расте.
Претежно становништво у насељу су Мађари римокатоличке вероисповести.

## Партнерски градови
- Дета